# Калатаньясор
Калатаньясор (ісп. Calatañazor) — муніципалітет в Іспанії, у складі автономної спільноти Кастилія-і-Леон, у провінції Сорія. Населення — 70 осіб (2010).
Муніципалітет розташований на відстані близько 160 км на північний схід від Мадрида, 30 км на захід від Сорії.
На території муніципалітету розташовані такі населені пункти: (дані про населення за 2010 рік)
- Абіонсільйо-де-Калатаньясор: 10 осіб
- Альдеуела-де-Калатаньясор: 17 осіб
- Калатаньясор: 43 особи

## Демографія
Динаміка населення (INE ):

## Галерея зображень

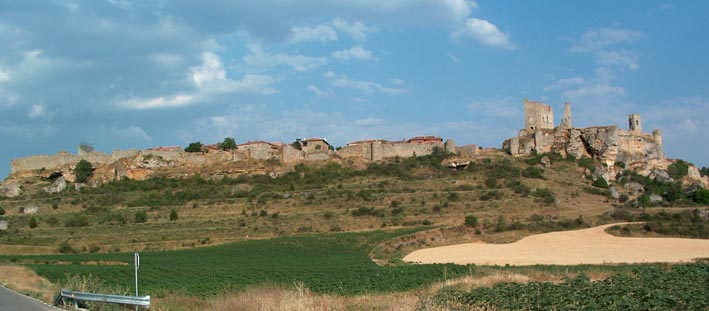
Калатаньясор
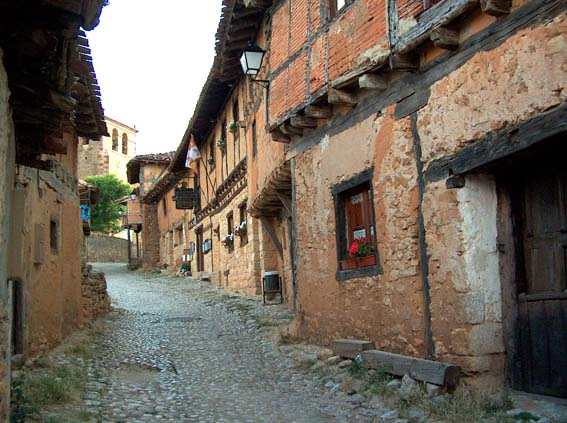
Калатаньясор. Головна вулиця
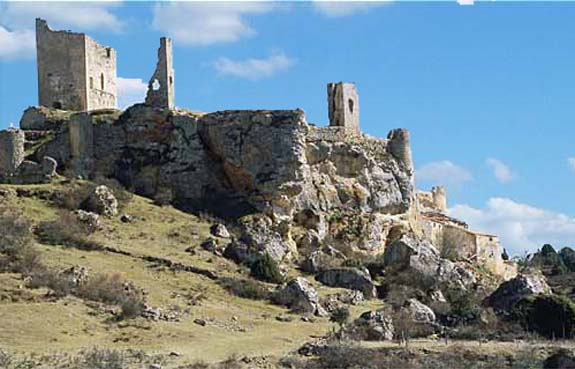
Калатаньясор. Замок
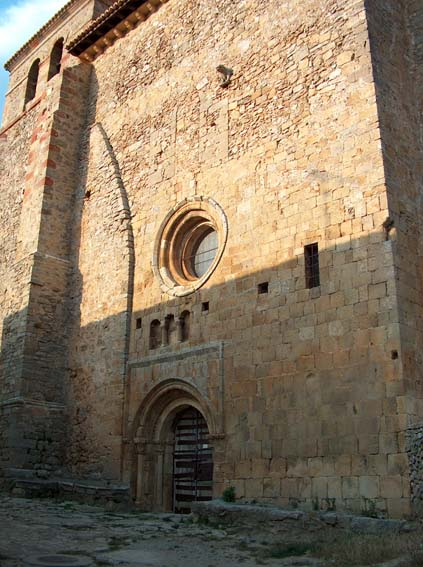
Калатаньясор. Нуестра-Сеньйора-дель-Кастільйо